# آنا روسینلی
 آنا روسینلی (به انگلیسی: Anna Rossinelli) (زاده ۲۰ آوریل ۱۹۸۷) خواننده سوئیسی است.
او در مسابقه آواز یوروویژن ۲۰۱۱ نماینده سوئیس بود.